# Microplitis feltiae
Microplitis feltiae är en stekelart som beskrevs av Muesebeck 1922. Microplitis feltiae ingår i släktet Microplitis och familjen bracksteklar. Inga underarter finns listade i Catalogue of Life.